# Zdenka Papoušková
Zdenka Papoušková, roz. Hudcová (* 3. října 1974 Olomouc), je česká právnička se specializací na finanční právo, v letech 2016–2020 děkanka Právnické fakulty Univerzity Palackého v Olomouci. V letech 2021 až 2025 působila jako prorektorka téže univerzity pro legislativu a organizaci.

## Život
Absolvovala olomoucké Gymnázium Jiřího z Poděbrad (pozdější Slovanské gymnázium), poté studovala na Právnické fakultě Univerzity Palackého, tituly JUDr. i Ph.D. získala na Právnické fakultě Univerzity Karlovy v Praze. Poté působila na své alma mater jako asistentka a odborná asistentka v oboru Finanční právo, získala také praxi na generálním ředitelství pojišťovny Kooperativa. Je členkou redakční rady časopisu Daně a finance a pracovní komise pro finanční právo Legislativní rady vlády. Na olomoucké právnické fakultě též působila dvakrát jako proděkanka a na konci roku 2015 zde byla zvolena děkankou, přičemž ve volbě porazila Michala Bartoně. Téhož roku s prací Daňové subjekty v České republice zahájila na pražské právnické fakultě habilitační řízení.